# Paralimnophila (Paralimnophila) nigritarsis
Paralimnophila (Paralimnophila) nigritarsis is een tweevleugelige uit de familie steltmuggen (Limoniidae). De soort komt voor in het Neotropisch gebied.